# Proudový cvičný letoun

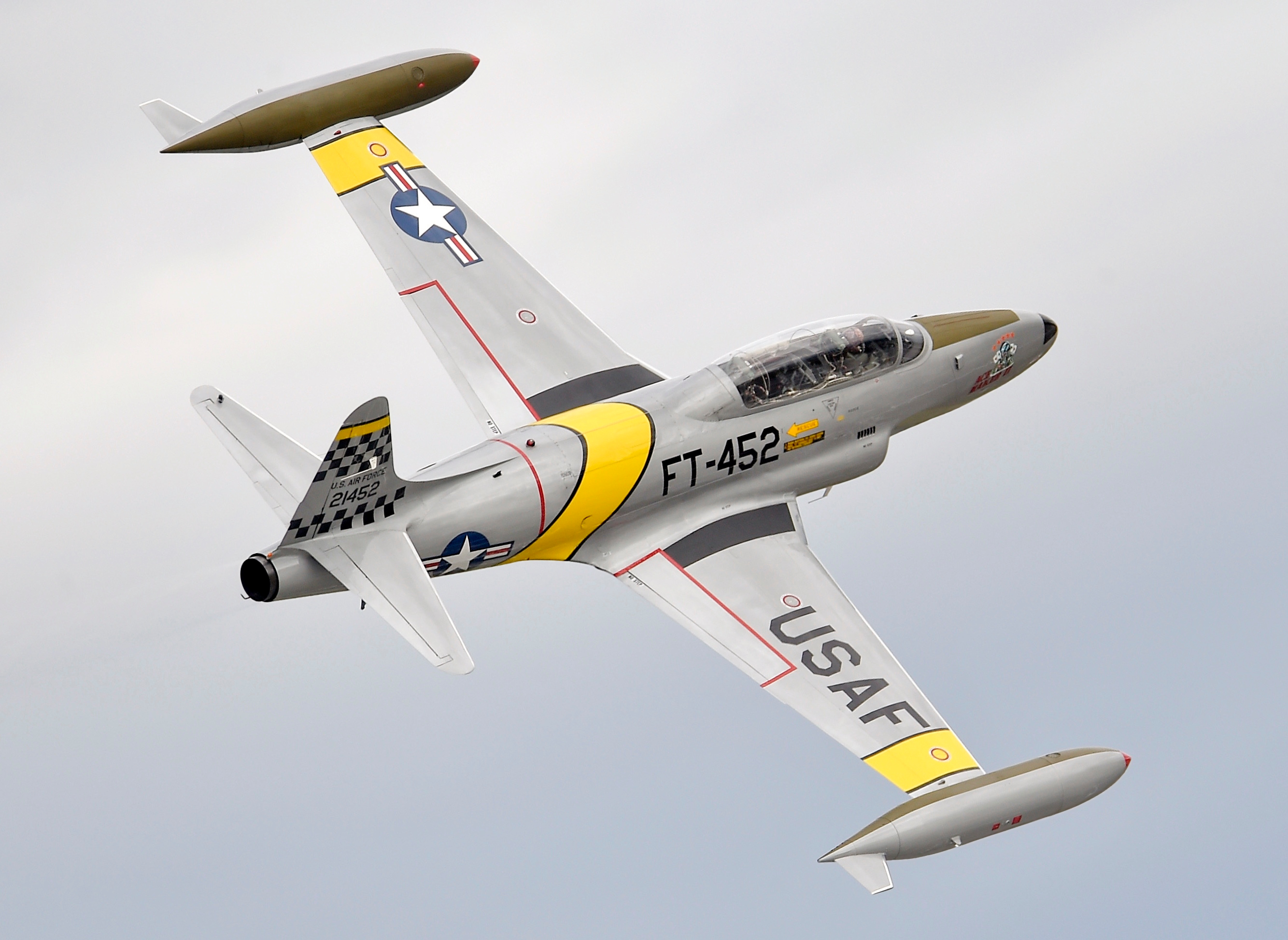
Lockheed T-33 Shooting Star, historicky nejpočetnější proudový cvičný letoun

Proudový cvičný letoun je proudový letoun určený k použití jako cvičný, ať už pro základní nebo pokročilý letecký výcvik. Proudové cvičné letouny vnikají buď jako účelové konstrukce, nebo modifikací existujících letadel. Potřeba výcviku pilotů v ovládání těchto letadel vyvstala se zavedením vojenských letadel s proudovým pohonem ke konci druhé světové války.

## Historie
První generace proudových cvičných letounů ve 40. letech 20. století byla upravena ze stávajících konstrukcí, jako byly Gloster Meteor a Lockheed T-33, ale po nich následovaly specificky konstruované cvičné letouny, jako byly Aero L-29 Delfín a BAC Jet Provost.
S rozvojem výcviku používala různá letectva proudové cvičné letouny pro různé fáze výcviku. Ačkoli většina leteckých sil nadále používala pro základní výcvik pístové nebo později turbovrtulové letouny, objevila se i řada proudových letounů určených i pro počáteční fáze výcviku pilotů jako například Cessna T-37 Tweet. Piloti, kteří byli vybráni k létání na stíhacích nebo útočných letounech, pak pokračovali v létání na výkonnějších cvičných letounech, jako byl Hawker Siddeley Gnat. 
Když rané proudové cvičné letouny zastaraly, objevily se další generace. Spojené království vyvinulo jednomotorový BAE Systems Hawk, zatímco Francie objednala typ Dassault/Dornier Alpha Jet. Ve státech Varšavské smlouvy se standardním proudovým cvičným letounem stal Aero L-39 Albatros.
S rozvojem proudových cvičných letounů se začaly používat i pro zbraňový výcvik, což vedlo k tomu, že některé cvičné letouny byly upraveny jako lehké útočné letouny; například z Cessny T-37 vznikla Cessna A-37 Dragonfly.
Moderní proudové cvičné letouny jsou konstrukčně zesíleny, aby umožňovaly manévry s vysokým zatížením a akrobacii.

## Seznam proudových cvičných letounů

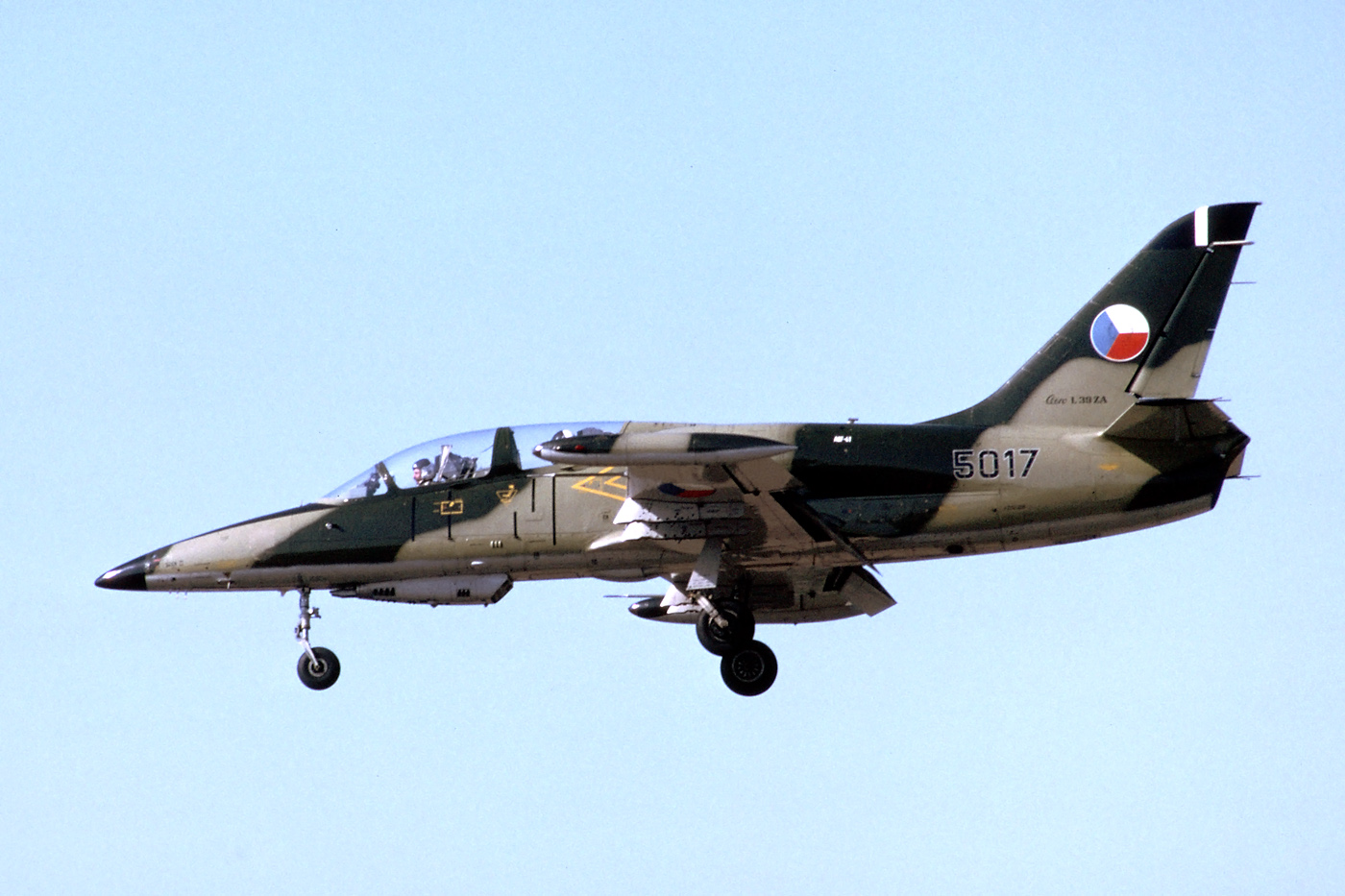
Aero L-39 Albatros

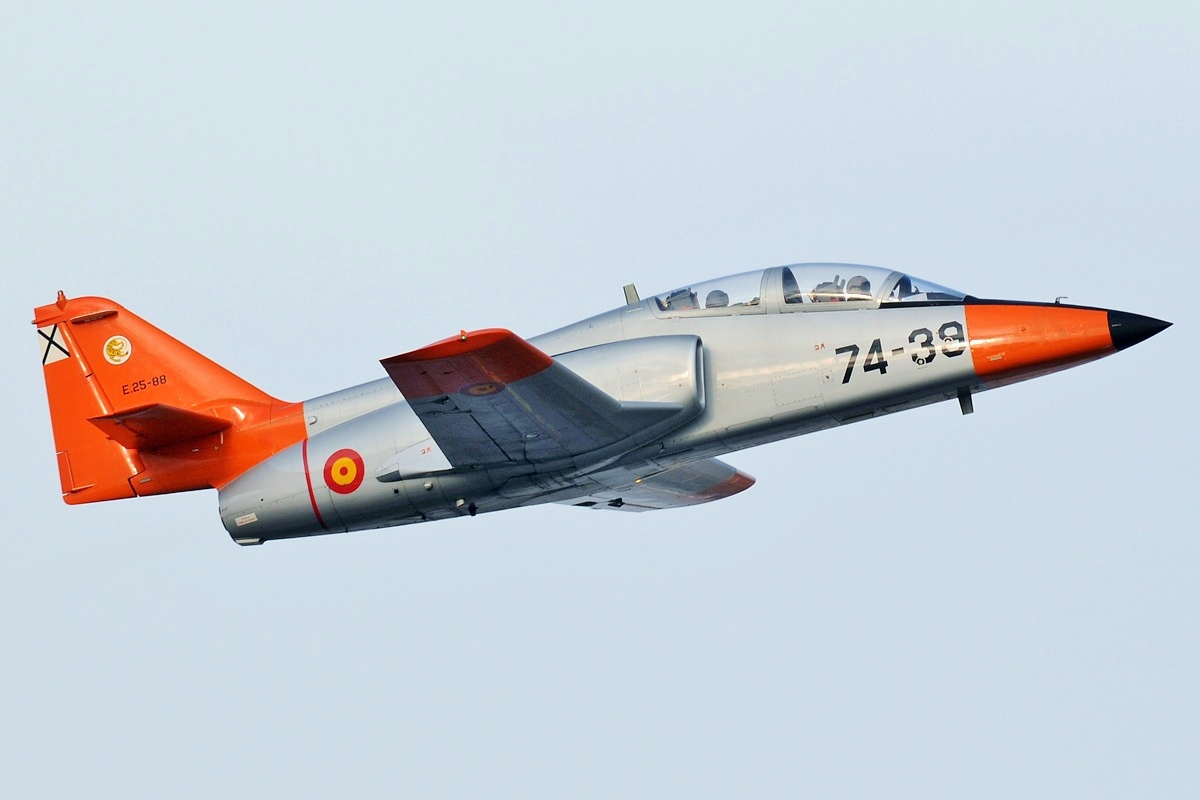
C-101 Aviojet Španělského letectva

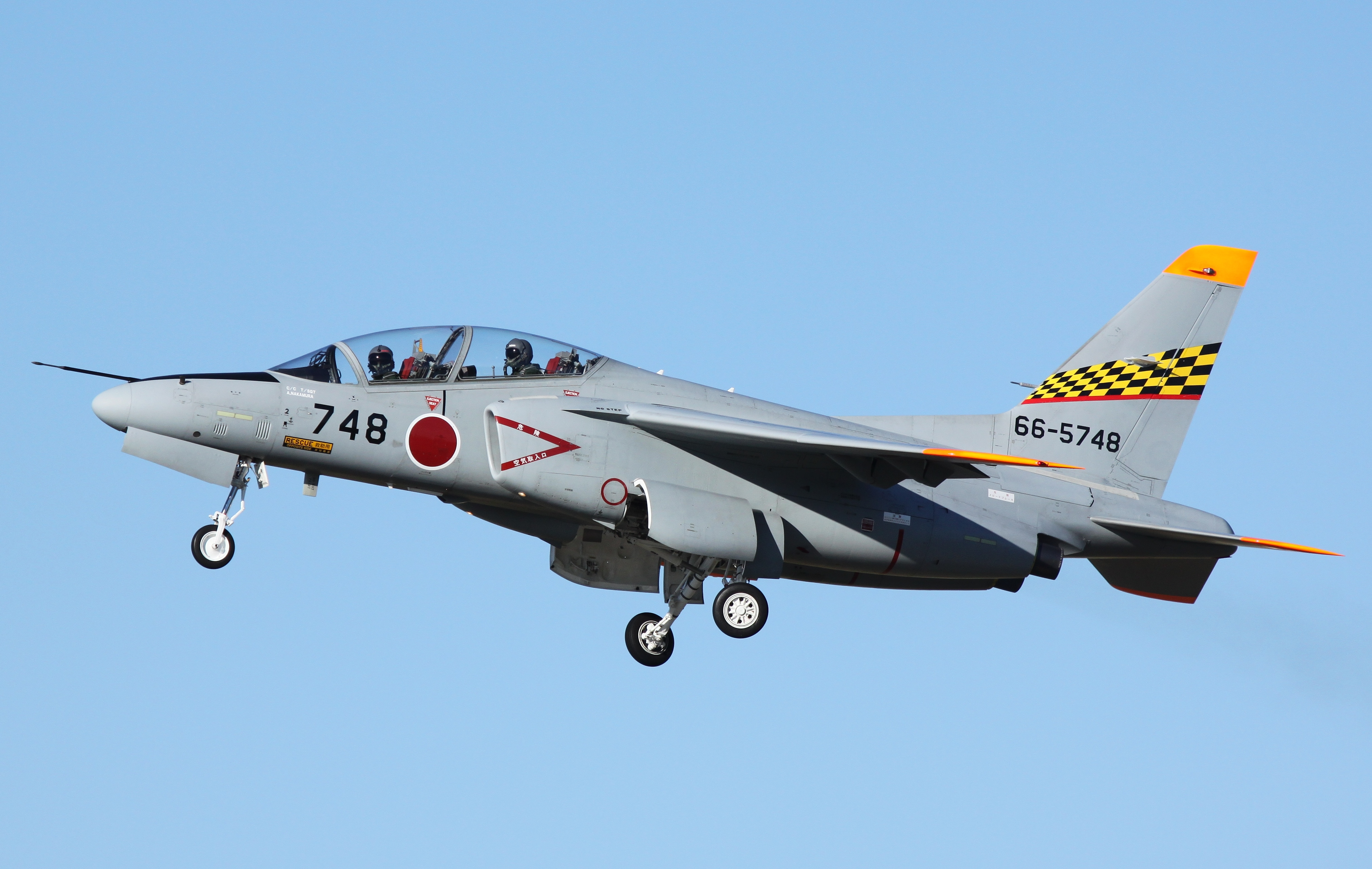
Kawasaki T-4

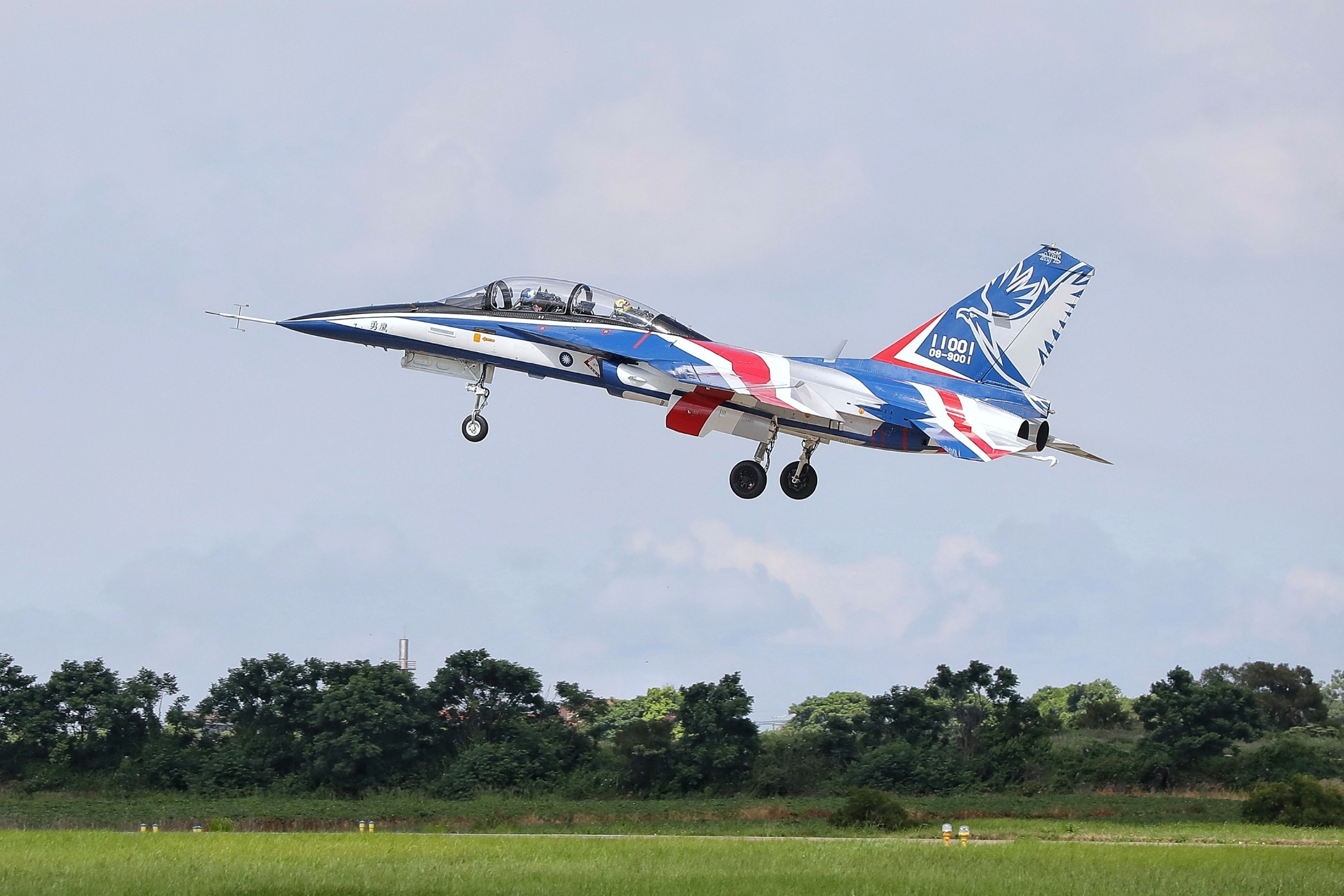
AIDC T-5 Brave Eagle Letectva Čínské republiky

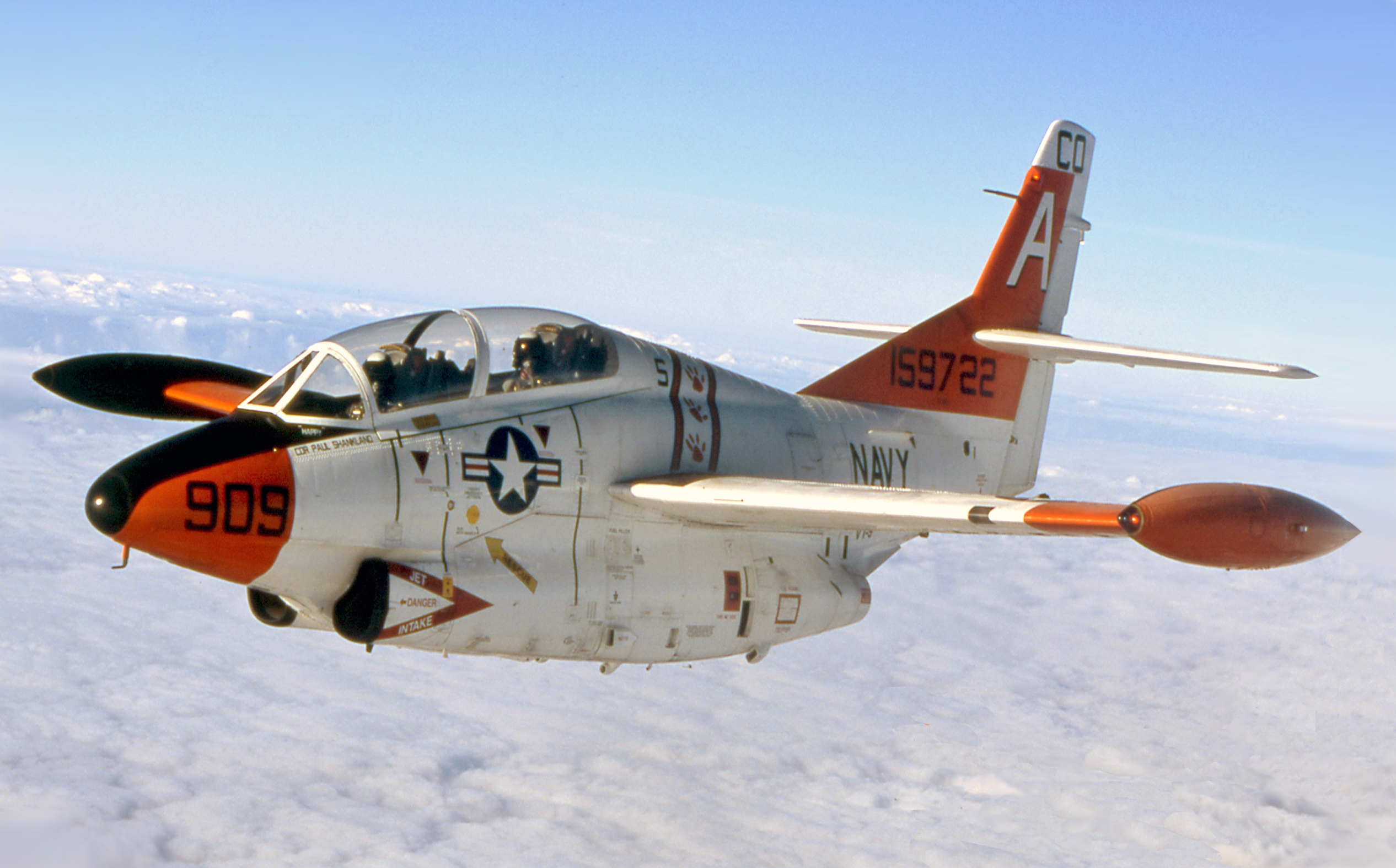
T-2 Buckeye US Navy

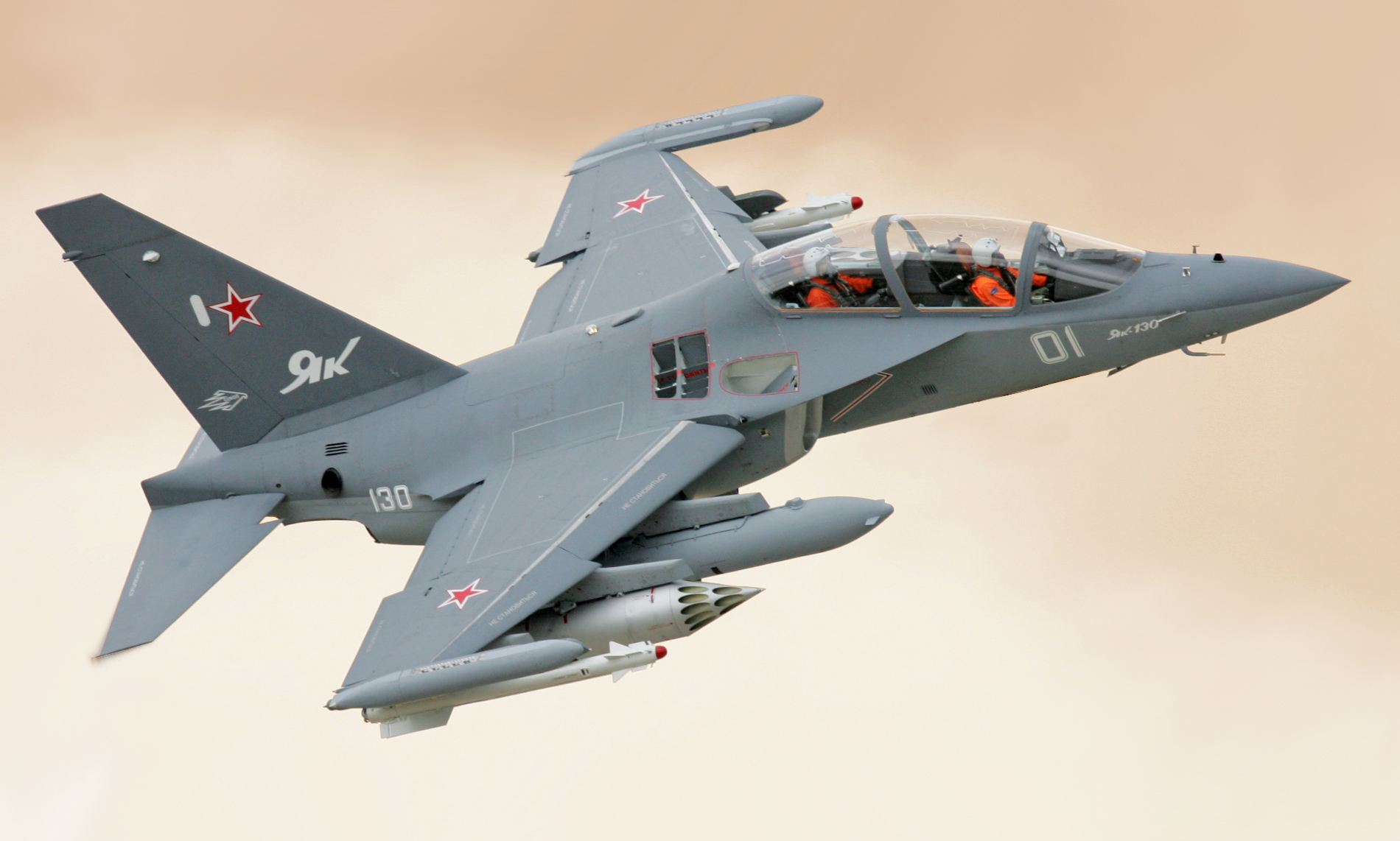
Jakovlev Jak-130

| Typ                             | Země původu                        | První let | Počet | Status                   |
| ------------------------------- | ---------------------------------- | --------- | ----- | ------------------------ |
| Aermacchi MB-326                | Itálie                             | 1957      | 800   | V omezené službě         |
| Aermacchi MB-339                | Itálie                             | 1976      | 230   | Operační                 |
| Aero L-29 Delfín                | Československo                     | 1959      | 3 500 | V omezené službě         |
| Aero L-39 Albatros              | Československo                     | 1968      | 2 800 | Ve službě                |
| Aero L-39MS/L-59 Super Albatros | Československo                     | 1986      | 60+   | Ve službě                |
| Aero L-39 Skyfox                | Česko                              | 2018      | 10    | V počáteční službě       |
| Aero L-159 Alca                 | Česko                              | 1997      | 72+   | Ve službě                |
| AIDC AT-3                       | Čínská republika                   | 1980      | 63    | Ve službě                |
| AIDC T-5 Brave Eagle            | Čínská repulika                    | 2020      | 5     | Ve službě                |
| BAC Jet Provost                 | Spojené království                 | 1954      | 741   | Vyřazen ze služby        |
| BAE Hawk                        | Spojené království                 | 1974      | 1 000 | Ve službě                |
| Boeing/Saab T-7A Red Hawk       | USA / Švédsko                      | 2016      | 3     | Ve vývoji                |
| CASA C-101 Aviojet              | Španělsko                          | 1977      | 166   | Ve službě                |
| Canadair CT-133 Silver Star     | Kanada                             | 1952      | 656   | Vyřazen ze služby        |
| Canadair CT-114 Tutor           | Kanada                             | 1960      | 212   | Vyřazen ze služby        |
| Cessna T-37 Tweet               | USA                                | 1954      | 1 269 | V omezené službě         |
| Dassault/Dornier Alpha Jet      | Francie / Německo                  | 1973      | 480   | Ve službě                |
| Douglas TA-4E/J Skyhawk         | USA                                | 1954      | 547   | Ve službě                |
| Fiat G.80                       | Itálie                             | 1951      | 4     | Vyřazen ze služby        |
| FMA IA-63 Pampa                 | Argentina                          | 1984      | 27    | Ve službě                |
| Fokker S.14 Machtrainer         | Nizozemsko                         | 1951      | 21    | V omezené službě         |
| Folland Gnat                    | Spojené království                 | 1955      | 105   | Vyřazen ze služby        |
| Fouga Magister                  | Francie                            | 1952      | 929   | Vyřazen ze služby        |
| Fouga Zéphyr                    | Francie                            | 1959      | 32    | Vyřazen ze služby        |
| Fuji T-1                        | Japonsko                           | 1958      | 66    | Vyřazen ze služby        |
| Mitsubishi T-2                  | Japonsko                           | 1971      | 90    | Vyřazen ze služby        |
| Grumman F9F-8T/TF-9J Cougar     | USA                                | 1951      | 400   | Vyřazen ze služby        |
| Guizhou JL-9                    | Čínská lidová republika            | 2003      | 20+   | Ve službě                |
| HAL HJT-16 Kiran                | Indie                              | 1964      | 190   | Ve službě                |
| HAL HJT-36 Sitara               | Indie                              | 2003      | 6     | V omezené sériové výrobě |
| HESA Yasin                      | Írán                               | 2019      | 2     | Ve vývoji                |
| Hispano HA-200                  | Španělsko                          | 1955      | 212   | Vyřazen ze služby        |
| Hongdu JL-8/Karakorum-8         | Čínská lidová republika / Pákistán | 1990      | 700+  | Ve službě                |
| Hongdu JL-10                    | Čínská lidová republika            | 2006      | 100   | Ve službě                |
| IAR 99                          | Rumunsko                           | 1985      | 28    | Ve službě                |
| Jakovlev Jak-130                | Rusko                              | 1996      | 186   | Ve službě                |
| KAI T-50 Golden Eagle           | Korejská republika                 | 2002      | 82    | Ve službě                |
| Kawasaki T-4                    | Japonsko                           | 1985      | 208+  | Ve službě                |
| Leonardo M-346 Master           | Itálie                             | 2004      | 68+   | Ve službě                |
| Lockheed T-33 Shooting Star     | USA                                | 1948      | 6 557 | Vyřazen ze služby        |
| Lockheed T2V SeaStar            | USA                                | 1953      | 150   | Vyřazen ze služby        |
| McDonnell Douglas T-45 Goshawk  | USA                                | 1988      | 221   | Ve službě                |
| Morane-Saulnier MS.760 Paris    | Francie                            | 1964      | 165   | Vyřazen ze služby        |
| North American T-2 Buckeye      | USA                                | 1959      | 1 146 | V omezené službě         |
| Northrop T-38 Talon             | USA                                | 1958      | 529   | Ve službě                |
| PZL I-22 Iryda                  | Polsko                             | 1985      | 17    | Vyřazen ze služby        |
| PZL TS-11 Iskra                 | Polsko                             | 1960      | 424   | V omezené službě         |
| Saab 105                        | Švédsko                            | 1963      | 192   | V omezené službě         |
| Soko G-2 Galeb                  | SFRJ                               | 1961      | 248   | V omezené službě         |
| Soko G-4 Super Galeb            | SFRJ                               | 1978      | 85    | Ve službě                |
| SIAI-Marchetti S.211            | Itálie                             | 1981      | 60    | Ve službě                |
| TAI Hürjet                      | Turecko                            | 2023      | 2     | Ve vývoji                |
| Temco TT Pinto                  | USA                                | 1956      | 15    | Vyřazen ze služby        |